# Universidade de Rangum Oriental
A Universidade de Rangum Oriental (em birmanês:  ရန်ကုန် အရှေ့ပိုင်း တက္ကသိုလ် [jàɰ̃ɡòʊɰ̃ ʔəsʰḛbáɪɰ̃ tɛʔkəθò]), localizada na cidade de Sirião, nos subúrbios do sudeste de Rangum, é uma universidade de artes liberais e ciências, em Myanmar, na Ásia. A universidade oferece programas de bacharelado em artes liberais, ciências e direito.
Um serviço de trem inaugurado em 2006 conecta o campus da universidade ao centro de Rangum. Cerca de 2 000 alunos utilizam o serviço diariamente.
O novo edifício do Salão de Convocação foi inaugurado em grande estilo em 25 de novembro de 2014.

## História
A Universidade de Rangum Oriental foi fundada em 2000. Acreditava-se amplamente que a mudança fazia parte do plano do governo militar birmanês para dispersar os estudantes universitários em muitas universidades e faculdades em todo o país. Os alunos que frequentavam a Universidade de Rangum agora precisam frequentar a Universidade de Dagon ou a Universidade de Rangum Oriental, em Sirião, a sudeste de Rangum.

## Programas
Classificada como uma universidade de Artes e Ciências no sistema educacional universitário birmanês, a Universidade de Rangum Oriental oferece programas de bacharelado e mestrado em disciplinas comuns de artes liberais e ciências. A partir de 2014, o bacharelado regular em artes (BA) e o bacharelado em ciências (BSc) levam quatro anos para serem concluídos e os programas de graduação com honras BA (Hons) e BSc (Hons) levam cinco anos. O programa de direito regular também leva cinco anos.
| Programa                                | bacharelado | mestrado |
| --------------------------------------- | ----------- | -------- |
| Botânica                                | bacharelado | MSc      |
| Birmanês                                | BA          | MA       |
| Química                                 | bacharelado | MSc      |
| Inglês                                  | BA          | MA       |
| Estudos ambientais                      | BES         |          |
| Geografia                               | BA          | MA       |
| Geologia                                | bacharelado | MSc      |
| História                                | BA          | MA       |
| Química Industrial                      | bacharelado |          |
| Relações Internacionais                 | BA          | MA       |
| Lei                                     | LLB         | LLM      |
| Estudos Orientais                       | BA          | MA       |
| Filosofia                               | BA          | MA       |
| Psicologia                              | BA          | MA       |
| Matemática                              | bacharelado | MSc      |
| Física                                  | bacharelado | MSc      |
| Zoologia                                | bacharelado | MSc      |
| Biblioteconomia e Ciência da Informação | BA          | MA       |